# Kraft Foods
Kraft Foods este o companie americană din industria alimentară, care a fost cumpărată în 1988 pentru 12,9 miliarde $ de Philip Morris Company (astăzi Altria Group). În martie 2007, compania a fost separată de Altria Group.
Kraft Foods comercializează, în peste 150 de țări, mărci de renume internațional, cum ar fi brânză Kraft, Cafeaua Jacobs și Maxwell House, biscuiții Nabisco, crema de brânză Philadelphia, preparatele de carne Oscar Mayer, cerealele Post și ciocolata Milka.
În ianuarie 2010 gigantul american Kraft a anunțat că va cumpăra producătorul britanic de ciocolată Cadbury pentru 11,9 miliarde lire sterline (19,7 miliarde dolari).
La 1 octombrie 2012, după desprinderea de North American Grocery, Kraft Foods și-a schimbat numele în Mondelēz International Inc.
Număr de angajați în 2008: 130.000
Cifra de afaceri în 2007: 37,2 miliarde USD
Venit net în 2007: 2,5 miliarde USD

## Kraft Foods în România
Compania este prezentă în România din anul 1994 prin cumpărarea fabricii Poiana Produse Zaharoase din Brașov, redenumită în „Kraft Jacobs Suschard Romania S.A”. În anul 2000 Kraft Jacobs Suschard este numită „Kraft Foods România”. Activitatea Kraft a fost separată, astfel partea de afacere este mutată în București. Kraft Foods România este o firmă care se bazează pe producerea dulciurilor, a ciocolatei, în special marca „Poiana”, care este cunoscută de 98 la sută dintre consumatorii români.
Kraft este prezentă în România și cu mărcile de cafea Jacobs, Nova Brasilia, Carte Noir și Brasiliero.

Chiar dacă Kraft Foods a dispărut din România în mod oficial; ocazional se mai importă produse „KRAFT”. De asemenea, prin Italia mai există câteva sortimente care se mai aduc de exemplu la Casa Italiană - magazin autentic italian în Brașov (magazin cu specific italian).

### Despre închiderea fabricii
Kraft Foods România a anunțat că până la finalul anului 2009 fabrica de la Brașov va fi închisă pe motivul lipsei de spațiu. Kraft anunță că pe piață se vor găsi aceleași produse, dar acestea vor fi produse în Bulgaria.
Cifra de afaceri în 2008: 164 milioane Euro